# Żagiel sztormowy

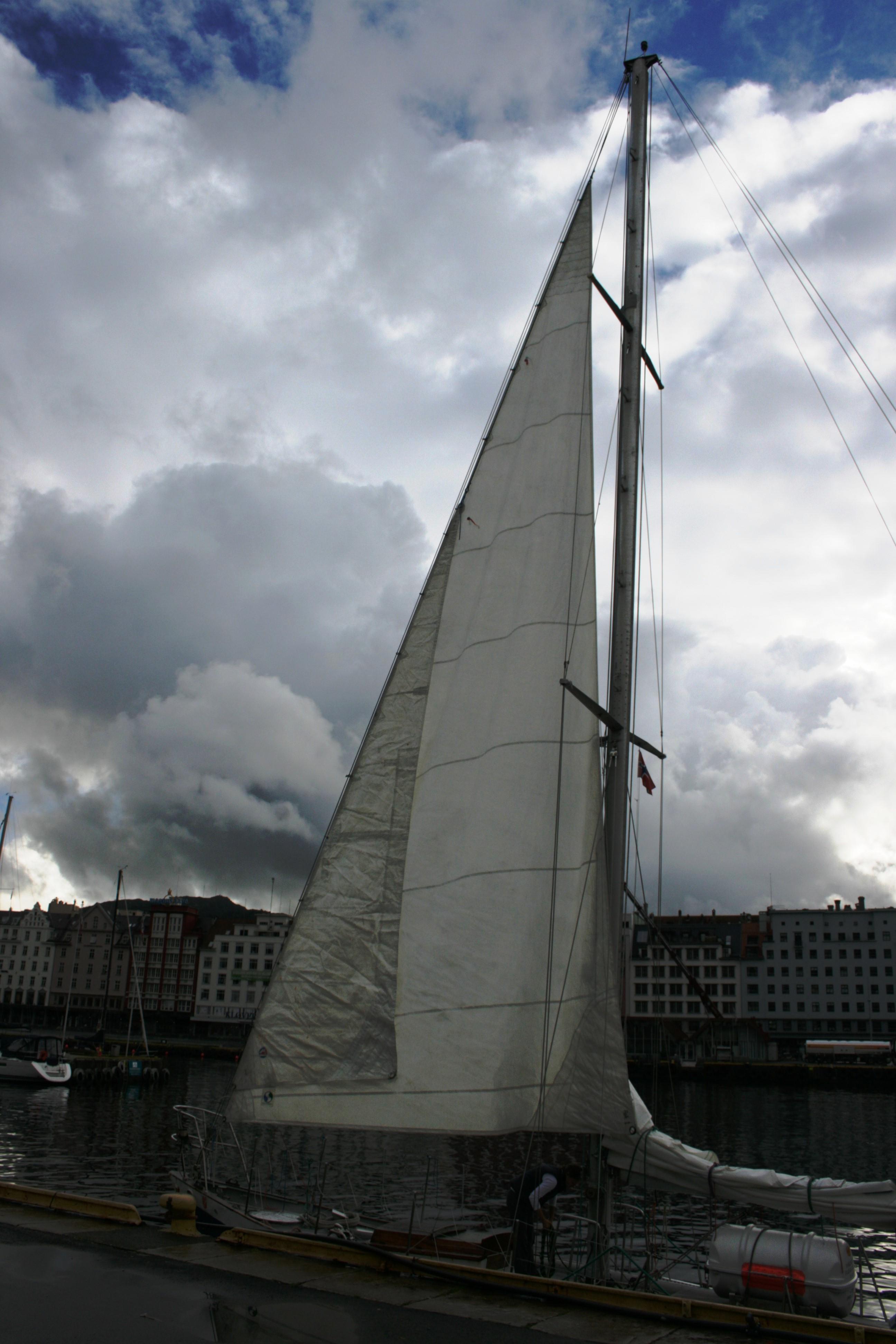
fok i fok sztormowy suszą się na s/y Bies przy nabrzeżu w Bergen, 2010

Żagiel sztormowy – żagiel o mniejszej powierzchni, zakładany przy silnych wiatrach w celu zmniejszenia siły działającej na żagiel.